# Alfons Fernández Sabaté
El doctor Alfons Fernández Sabaté (Barcelona, 2 de diciembre de 1934 - 30 de noviembre de 2019) Licenciado en Medicina y Cirugía por la Universidad de Barcelona (1958) se formó inicialmente en Francia y después siguió los estudios de Medicina en Barcelona. Fue discípulo del doctor Joaquín Cabot Boix. Fue un traumatólogo especializado en cirugía de cadera. En 1965 se incorporó en el Centro de Traumatología del Hospital Universitario Valle de Hebrón y a partir de 1975 inició su trayectoria en el Hospital Universitario de Bellvitge (HUB). El 1980 ocupó el cargo de jefe del Servicio de Cirugía Ortopédica y Traumatología de la HUB hasta su jubilación en 2004. Bajo su dirección, el Servicio del HUB aconteció uno de los referentes líderes a nivel estatal con la introducción de la cirugía séptica y la cirugía artroscòpica.
Miembro desde el año 2004 de la Real Academia de Medicina de Cataluña, en 2005 recibió la Medalla de Honor de la Sociedad Francesa de Cirugía Ortopédica y Traumatológica y la Medalla Josep Trueta i Raspall de la Generalidad de Cataluña al mérito sanitario. Posteriormente, en 2011 obtuvo el Premio Jordi Gol y Gurina de la Academia de Ciencias Médicas de Cataluña y Baleares a su trayectoria profesional y humana en el campo de la medicina. Escribió varias obras sobre la historia de la medicina nacional y europea, y publicó varios estudios sobre su especialidad en el campo de la cirugía de cadera .

## Obras
- Fernández Sabaté A. Barcelona y la SECOT: diálogos entre 1936 y 2002. [Barcelona]: Sociedad Española de Cirugía Ortopédica y Traumatología; 2003.
- Fernández Sabaté A. Prevenció de la infecció quirúrgica en cirurgia ortopèdica i traumatología. Barcelona: Generalitat de Catalunya, Departament de Sanitat i Seguretat Social; 2000.
- Fernández Sabaté A. Pseudoartrosis postraumáticas de la diáfisis tibial: análisis de 323 observaciones [tesis doctoral][en línea]. Barcelona: Universidad de Barcelona; 1969 [acceso 3 de febrero de 2023]. Disponible en : http://hdl.handle.net/2445/36558
- Fernández Sabaté A. Nuestros fundadores y maestros en 1935 y 1947. Madrid: SECOT; 2013.
- Fernández Sabaté A. Los maestros europeos de la cirugía ortopédica y traumatología. Madrid: Sociedad Española de Cirugía Ortopédica y Traumatología; 2010.
- Fernández Sabaté A, Portabella Blavia F. Fracturas de la extremidad proximal del fémur: curso de cirugía del cadero. Madrid: Fundación MAPFRE Medicina; 2003.
- Fernández Sabaté A, Portabella Blavia F, Coscujuela Mañá A. Osteotomías de cadera y alteraciones axilas. [Barcelona]: [sn]; 2009.
- Méary R, Fernández Sabaté A. Código de clasificación: [para cirugía ortopédica y traumatología]. [Madrid]: Sociedad Española de Cirugía Ortopédica y Traumatología; 1999.